# 2023년 벨기에 그랑프리
2023 벨기에 그랑프리(공식 명칭: 포뮬러 1 MSC 크루즈 벨기에 그랑프리 2023)는 벨기에에 위치한 스파프랑코르샹 서킷에서 열린 포뮬러 원 대회로 7월 28일부터 30일까지 열렸으며, 이번 시즌 세번째로 열린 스프린트 방식의 그랑프리이다.

## 배경
이번 그랑프리는 벨기에 그랑프리의 79번째 대회로, 2023년 포뮬러 원 시즌의 13번째 라운드로 7월 28일부터 30일까지 열렸다. 전반기의 마지막 그랑프리로 이번 시즌 6개의 스프린트 그랑프리 중 세번째로 열렸다.
이번 그랑프리가 끝나면 알핀의 감독인 오트마 자프나우어와 단장인 앨런 퍼메인이 팀을 떠나게 된다.

## 퀄리파잉
퀄리파잉은 2023년 7월 28일, 현지시간으로 17:00(UTC+2)에 열릴 예정이었으나 우천으로 10분가량 지연되어 열렸다.

### 요약
Q1에서 랜도 노리스는 젖은 노면에 미끄러지며, 자갈 속에서 절반정도 걸쳐 달리면서 차체 하부가 손상되기도 했지만 경주는 이어 나갔다. 한편, 팀 동료인 오스카 피아스트리는 순간적으로 패스티스트 랩을 기록함으로써 더 나은 운을 보았다. 막스 페르스타펀은 알렉산더 알본이 방해했다고 주장했지만 이와 관련해 따로 조치는 취해지지 않았고, 곧 피아스트리의 자리를 빼앗았다. 알렉산더 알본, 저우관위, 로건 사전트, 다니엘 리카도, 니코 휠켄베르크는 모두 탈락했다. 휠켄베르크는 세션을 진행하는 동안 유압이 누출이 되면서 조기에 퀄리파잉을 종료했다.
Q2에서 각 팀은 노리스가 소프트 타이어로 교체하기 전까지 인터미디어트 타이어로 진행했다. 에스테반 오콘은 9번 코너에서 방호벽에 부딪히며 오른쪽 프론트 윙에 충격을 받았고, 같은 위치에서 케빈 마그누센도 미끄러지며 리어 윙을 부딪혔다. 이들과 함께 발테리 보타스, 피에르 가슬리, 츠노다 유키가 탈락했다.
Q3에서는 모든 드라이버가 DRS를 사용할 수 있게 되었다. 막스 페르스타펀은 1위로 폴 포지션에 올랐지만 새 기어박스 교체로 5 그리드 강등 페널티를 받으며 2위인 샤를 르클레르가 일요일에 열리는 레이스에서 폴 포지션 위치에서 경주를 시작하게 되었다.

### 순위표
| 순위                | 번호 | 드라이버          | 컨스트럭터              | 퀄리파잉 시간 | 퀄리파잉 시간 | 퀄리파잉 시간 | 그리드 순서 |
| 순위                | 번호 | 드라이버          | 컨스트럭터              | Q1            | Q2            | Q3            | 그리드 순서 |
| ------------------- | ---- | ----------------- | ----------------------- | ------------- | ------------- | ------------- | ----------- |
| 1                   | 1    | 막스 페르스타펀   | 레드불 레이싱-혼다 RBPT | 1:58.515      | 1:52.784      | 1:46.168      | 61          |
| 2                   | 16   | 샤를 르클레르     | 페라리                  | 1:58.300      | 1:52.017      | 1:46.988      | 1           |
| 3                   | 11   | 세르히오 페레즈   | 레드불 레이싱-혼다 RBPT | 1:58.899      | 1:52.353      | 1:47.045      | 2           |
| 4                   | 44   | 루이스 해밀턴     | 메르세데스              | 1:58.563      | 1:52.345      | 1:47.087      | 3           |
| 5                   | 55   | 카를로스 사인츠   | 페라리                  | 1:58.688      | 1:51.711      | 1:47.152      | 4           |
| 6                   | 81   | 오스카 피아스트리 | 맥라렌-메르세데스       | 1:58.872      | 1:51.534      | 1:47.365      | 5           |
| 7                   | 4    | 랜도 노리스       | 맥라렌-메르세데스       | 1:59.981      | 1:52.252      | 1:47.669      | 7           |
| 8                   | 63   | 조지 러셀         | 메르세데스              | 1:59.035      | 1:52.605      | 1:47.805      | 8           |
| 9                   | 14   | 페르난도 알론소   | 애스턴 마틴-메르세데스  | 1:58.834      | 1:52.751      | 1:47.843      | 9           |
| 10                  | 18   | 랜스 스트롤       | 애스턴 마틴-메르세데스  | 1:59.663      | 1:52.193      | 1:48.841      | 10          |
| 11                  | 22   | 츠노다 유키       | 알파타우리-혼다 RBPT    | 1:59.044      | 1:53.148      | N/A           | 11          |
| 12                  | 10   | 피에르 가슬리     | 알핀-르노               | 1:59.511      | 1:53.671      | N/A           | 12          |
| 13                  | 20   | 케빈 마그누센     | 하스-페라리             | 2:00.020      | 1:54.160      | N/A           | 162         |
| 14                  | 77   | 발테리 보타스     | 알파 로메오-페라리      | 1:59.484      | 1:54.694      | N/A           | 13          |
| 15                  | 31   | 에스테반 오콘     | 알핀-르노               | 1:59.634      | 1:56.372      | N/A           | 14          |
| 16                  | 23   | 알렉산더 알본     | 윌리엄스-메르세데스     | 2:00.314      | N/A           | N/A           | 15          |
| 17                  | 24   | 저우관위          | 알파 로메오-페라리      | 2:00.832      | N/A           | N/A           | 17          |
| 18                  | 2    | 로건 사전트       | 윌리엄스-메르세데스     | 2:01.535      | N/A           | N/A           | 18          |
| 19                  | 3    | 다니엘 리카도     | 알파타우리-혼다 RBPT    | 2:02.159      | N/A           | N/A           | 19          |
| 20                  | 27   | 니코 휠켄베르크   | 하스-페라리             | 2:03.166      | N/A           | N/A           | 20          |
| 107% 기록: 2:06.581 |      |                   |                         |               |               |               |             |
| 출처:               |      |                   |                         |               |               |               |             |

참고
- ^1  – 막스 페르스타펀는 새 기어박스 교체로 5 그리드 강등 페널티를 받았다.[5]
- ^2  – 케빈 마그누센은 Q2에서 샤를 르클레르에 대한 진로 방해로 3 그리드 강등 페널티를 받았다.[5]

## 스프린트 슛아웃
스프린트 슛아웃은 2023년 7월 23일, 현지시간으로 12:00(UTC+2)에 열릴 예정이었으나 우천으로 인해 35분가량 지연되어 열렸다.

### 순위표
| 순위                | 번호 | 드라이버          | 컨스트럭터              | 퀄리파잉 시간 | 퀄리파잉 시간 | 퀄리파잉 시간 | 그리드 순서 |
| 순위                | 번호 | 드라이버          | 컨스트럭터              | SQ1           | SQ2           | SQ3           | 그리드 순서 |
| ------------------- | ---- | ----------------- | ----------------------- | ------------- | ------------- | ------------- | ----------- |
| 1                   | 1    | 막스 페르스타펀   | 레드불 레이싱-혼다 RBPT | 1:58.135      | 1:55.200      | 1:49.056      | 1           |
| 2                   | 81   | 오스카 피아스트리 | 맥라렌-메르세데스       | 2:00.056      | 1:56.392      | 1:49.067      | 2           |
| 3                   | 55   | 카를로스 사인츠   | 페라리                  | 1:59.414      | 1:56.557      | 1:49.081      | 3           |
| 4                   | 16   | 샤를 르클레르     | 페라리                  | 1:59.575      | 1:56.265      | 1:49.251      | 4           |
| 5                   | 4    | 랜도 노리스       | 맥라렌-메르세데스       | 2:00.436      | 1:56.828      | 1:49.389      | 5           |
| 6                   | 10   | 피에르 가슬리     | 알핀-르노               | 2:00.032      | 1:56.137      | 1:49.700      | 6           |
| 7                   | 44   | 루이스 해밀턴     | 메르세데스              | 1:58.939      | 1:55.823      | 1:49.900      | 7           |
| 8                   | 11   | 세르히오 페레즈   | 레드불 레이싱-혼다 RBPT | 1:59.362      | 1:55.878      | 1:49.961      | 8           |
| 9                   | 31   | 에스테반 오콘     | 알핀-르노               | 1:59.884      | 1:57.051      | 1:50.494      | 9           |
| 10                  | 63   | 조지 러셀         | 메르세데스              | 2:00.475      | 1:57.393      | 1:55.742      | 10          |
| 11                  | 3    | 다니엘 리카도     | 알파타우리-혼다 RBPT    | 2:00.177      | 1:57.687      | N/A           | 11          |
| 12                  | 23   | 알렉산더 알본     | 윌리엄스-메르세데스     | 1:59.198      | No time       | N/A           | 12          |
| 13                  | 2    | 로건 사전트       | 윌리엄스-메르세데스     | 2:00.031      | No time       | N/A           | 13          |
| 14                  | 18   | 랜스 스트롤       | 애스턴 마틴-메르세데스  | 2:00.460      | No time       | N/A           | 14          |
| 15                  | 14   | 페르난도 알론소   | 애스턴 마틴-메르세데스  | 1:59.038      | No time       | N/A           | 15          |
| 16                  | 22   | 츠노다 유키       | 알파타우리-혼다 RBPT    | 2:00.568      | N/A           | N/A           | 16          |
| 17                  | 77   | 발테리 보타스     | 알파 로메오-페라리      | 2:00.951      | N/A           | N/A           | 17          |
| 18                  | 20   | 케빈 마그누센     | 하스-페라리             | 2:01.079      | N/A           | N/A           | 18          |
| 19                  | 24   | 저우관위          | 알파 로메오-페라리      | 2:01.430      | N/A           | N/A           | 19          |
| 107% 시간: 2:06.404 |      |                   |                         |               |               |               |             |
| —                   | 27   | 니코 휠켄베르크   | 하스-페라리             | No time       | N/A           | N/A           | 201         |
| 출처:               |      |                   |                         |               |               |               |             |

참고
- ^1  – 니코 휠켄베르크는 스프린트 슛아웃에서 어떠한 기록도 세우지 못했지만 스튜어트 재량으로 스프린트 참가를 허용했다.[7]

## 스프린트
스프린트는 2023년 7월 29일, 현지시간으로 16:30(UTC+2)에 열릴 예정이었으나, 스프린트 슛아웃 지연과 우천으로 인해 1시간 15분 가량 지연되어 열렸다.

### 순위표
| 순위                                                                       | 번호 | 드라이버          | 컨스트럭터              | 랩1 | 시간/리타이어 | 그리드 | 점수 |
| -------------------------------------------------------------------------- | ---- | ----------------- | ----------------------- | --- | ------------- | ------ | ---- |
| 1                                                                          | 1    | 막스 페르스타펀   | 레드불 레이싱-혼다 RBPT | 11  | 24:58.433     | 1      | 8    |
| 2                                                                          | 81   | 오스카 피아스트리 | 맥라렌-메르세데스       | 11  | +6.677        | 2      | 7    |
| 3                                                                          | 10   | 피에르 가슬리     | 알핀-르노               | 11  | +10.733       | 6      | 6    |
| 4                                                                          | 55   | 카를로스 사인츠   | 페라리                  | 11  | +12.648       | 3      | 5    |
| 5                                                                          | 16   | 샤를 르클레르     | 페라리                  | 11  | +15.016       | 4      | 4    |
| 6                                                                          | 4    | 랜도 노리스       | 맥라렌-메르세데스       | 11  | +16.052       | 5      | 3    |
| 7                                                                          | 44   | 루이스 해밀턴     | 메르세데스              | 11  | +16.7572      | 7      | 2    |
| 8                                                                          | 63   | 조지 러셀         | 메르세데스              | 11  | +16.822       | 10     | 1    |
| 9                                                                          | 31   | 에스테반 오콘     | 알핀-르노               | 11  | +22.410       | 9      |      |
| 10                                                                         | 3    | 다니엘 리카도     | 알파타우리-혼다 RBPT    | 11  | +22.806       | 11     |      |
| 11                                                                         | 18   | 랜스 스트롤       | 애스턴 마틴-메르세데스  | 11  | +25.007       | 14     |      |
| 12                                                                         | 23   | 알렉산더 알본     | 윌리엄스-메르세데스     | 11  | +26.303       | 12     |      |
| 13                                                                         | 77   | 발테리 보타스     | 알파 로메오-페라리      | 11  | +27.006       | 17     |      |
| 14                                                                         | 20   | 케빈 마그누센     | 하스-페라리             | 11  | +32.986       | 18     |      |
| 15                                                                         | 24   | 저우관위          | 알파 로메오-페라리      | 11  | +36.342       | 19     |      |
| 16                                                                         | 2    | 로건 사전트       | 윌리엄스-메르세데스     | 11  | +37.5713      | 13     |      |
| 17                                                                         | 27   | 니코 휠켄베르크   | 하스-페라리             | 11  | +37.827       | 20     |      |
| 18                                                                         | 22   | 츠노다 유키       | 알파타우리-혼다 RBPT    | 11  | +39.267       | 16     |      |
| 리타이어                                                                   | 11   | 세르히오 페레즈   | 레드불 레이싱-혼다 RBPT | 8   | 충돌          | 8      |      |
| 리타이어                                                                   | 14   | 페르난도 알론소   | 애스턴 마틴-메르세데스  | 2   | 사고          | 15     |      |
| 패스티스트 랩: 막스 페르스타펀 (레드불 레이싱-혼다 RBPT) – 1:58.943 (6 랩) |      |                   |                         |     |               |        |      |
| 출처:                                                                      |      |                   |                         |     |               |        |      |

참고
- ^1  – 스프린트의 경주 거리는 15 랩으로 계획되었지만 출발 지연으로 인해 4 랩이 단축되어 진행되었다.[8]
- ^2  – 루이스 해밀턴은 4위로 마쳤으나, 세르히오 페레즈의 충돌을 유발해 5초 페널티를 받았다.[8]
- ^3  – 로건 사전트는 14위로 마쳤으나, 피트 레인 과속으로 5초 페널티를 받았다.[8]

## 레이스
레이스는 2023년 7월 30일, 현지시간으로 15:00(UTC+2)에 열렸다.

### 순위표
| 순위                                                         | No. | 드라이버          | 컨스트럭터              | 랩 | 시간/리타이어 | 그리드 | 점수 |
| ------------------------------------------------------------ | --- | ----------------- | ----------------------- | -- | ------------- | ------ | ---- |
| 1                                                            | 1   | 막스 페르스타펀   | 레드불 레이싱-혼다 RBPT | 44 | 1:22:30.450   | 6      | 25   |
| 2                                                            | 11  | 세르히오 페레즈   | 레드불 레이싱-혼다 RBPT | 44 | +22.305       | 2      | 18   |
| 3                                                            | 16  | 샤를 르클레르     | 페라리                  | 44 | +32.259       | 1      | 15   |
| 4                                                            | 44  | 루이스 해밀턴     | 메르세데스              | 44 | +49.671       | 3      | 131  |
| 5                                                            | 14  | 페르난도 알론소   | 애스턴 마틴-메르세데스  | 44 | +56.184       | 9      | 10   |
| 6                                                            | 63  | 조지 러셀         | 메르세데스              | 44 | +1:03.101     | 8      | 8    |
| 7                                                            | 4   | 랜도 노리스       | 맥라렌-메르세데스       | 44 | +1:13.719     | 7      | 6    |
| 8                                                            | 31  | 에스테반 오콘     | 알핀-르노               | 44 | +1:14.719     | 14     | 4    |
| 9                                                            | 18  | 랜스 스트롤       | 애스턴 마틴-메르세데스  | 44 | +1:19.340     | 10     | 2    |
| 10                                                           | 22  | 츠노다 유키       | 알파타우리-혼다 RBPT    | 44 | +1:20.221     | 11     | 1    |
| 11                                                           | 10  | 피에르 가슬리     | 알핀-르노               | 44 | +1:23.084     | 12     |      |
| 12                                                           | 77  | 발테리 보타스     | 알파 로메오-페라리      | 44 | +1:25.191     | 13     |      |
| 13                                                           | 24  | 저우관위          | 알파 로메오-페라리      | 44 | +1:35.441     | 17     |      |
| 14                                                           | 23  | 알렉산더 알본     | 윌리엄스-메르세데스     | 44 | +1:36.184     | 15     |      |
| 15                                                           | 20  | 케빈 마그누센     | 하스-페라리             | 44 | +1:41.754     | 16     |      |
| 16                                                           | 3   | 다니엘 리카도     | 알파타우리-혼다 RBPT    | 44 | +1:43.071     | 19     |      |
| 17                                                           | 2   | 로건 사전트       | 윌리엄스-메르세데스     | 44 | +1:44.476     | 18     |      |
| 18                                                           | 27  | 니코 휠켄베르크   | 하스-페라리             | 44 | +1:50.450     | PL     |      |
| 리타이어                                                     | 55  | 카를로스 사인츠   | 페라리                  | 23 | 충돌          | 4      |      |
| 리타이어                                                     | 81  | 오스카 피아스트리 | 맥라렌-메르세데스       | 0  | 충돌          | 5      |      |
| 패스티스트 랩: 루이스 해밀턴 (메르세데스) – 1:47.305 (44 랩) |     |                   |                         |    |               |        |      |
| 출처:                                                        |     |                   |                         |    |               |        |      |

참고
- ^1  – 패스티스트 랩을 기록해 추가로 받은 1점을 포함한다.[10]

## 경주 후 챔피언십 순위
|       | 순위 | 드라이버        | 포인트 |
| ----- | ---- | --------------- | ------ |
|       | 1    | 막스 페르스타펀 | 314    |
|       | 2    | 세르히오 페레즈 | 189    |
|       | 3    | 페르난도 알론소 | 149    |
|       | 4    | 루이스 해밀턴   | 148    |
| 2     | 5    | 샤를 르클레르   | 99     |
| 출처: |      |                 |        |

|       | 순위 | 컨스트럭터              | 점수 |
| ----- | ---- | ----------------------- | ---- |
|       | 1    | 레드불 레이싱-혼다 RBPT | 503  |
|       | 2    | 메르세데스              | 247  |
|       | 3    | 애스턴 마틴-메르세데스  | 196  |
|       | 4    | 페라리                  | 191  |
|       | 5    | 맥라렌-메르세데스       | 103  |
| 출처: |      |                         |      |

- 참고: 모든 순위표의 성적은 상위 5개의 순위만 포함한다.